# Karin Prohaska
Karin Prohaska, de son vrai nom Karin Herold (née en 1945 à Harthau) est une chanteuse est-allemande.

## Biographie
Elle joue et chante dans un groupe d'écoliers. Après l'abitur, son talent musical est découvert et elle est invitée à des enregistrements de studio à Berlin. Son premier titre Bis zur Hochzeit ist alles wieder gut devient le numéro un des ventes en RDA en 1965. Le deuxième Ich such mir meinen Bräutigam alleine aus est dans le Top 10 et est repris en allemand par la chanteuse anglaise Helen Shapiro. Karin Prohaska connaît également un succès avec les enregistrements suivants qui sont publiés en Allemagne de l'Est et de l'Ouest. En 1969, elle prend sa retraite de l'industrie musicale, va à Moscou avec son mari pendant quelques années, puis travaille comme gestionnaire administratif. Après die Wende, ses chansons sont rééditées.

## Discographie
- Ich such mir meinen Bräutigam alleine aus, 1965 Amiga 450 501
- Ein Wiedersehen am Wochenend, 1965 Amiga 450 501
- Bis zur Hochzeit ist alles wieder gut, 1965 Amiga 450 507
- Schleich nicht wie die Katze um den heißen Brei, 1966 Amiga 450 535
- Jung gefreit hat nie gereut, 1966 Amiga 450 535
- Oft kommt unverhofft, 1966 Amiga 450 567
- Du bist der Mann, 1966 Amiga 450 586
- Spiel nicht mit dem Feuer, 1966 Amiga 450 586
- Junges Glück im April, 1968 Amiga 450 657
- Man küsst nur, wenn man liebt, 1968 Amiga 450 675
- Die Schönsten Souvenirs, 1968

## Source de la traduction
- (de) Cet article est partiellement ou en totalité issu de l’article de Wikipédia en allemand intitulé « Karin Prohaska » (voir la liste des auteurs).